# لورانس بريتن
لورانس بريتن (بالإنجليزية: Lawrence Brittain)‏ هو مجدف جنوب أفريقي، ولد في 9 نوفمبر 1990 في بريتوريا في جنوب أفريقيا.

## وصلات خارجية
- لورانس بريتن على موقع الاتحاد الدولي للتجديف (الإنجليزية)
- لورانس بريتن على موقع اللجنة الأولمبية الدولية (الإنجليزية)
- لورانس بريتن على موقع أوليمبيديا (الإنجليزية)